# 獵虎
獵虎（Nimravus），又名祖獵虎，是一屬已滅絕的獵貓科，與貓科可能有關。
獵虎是於法國及北美洲發現，估計生存於漸新世。有些獵虎長1.2米。牠們的身體光滑，有點像現今的獰貓，但背部更長及四肢像狗，爪只能部份伸縮。在北美洲發現的獵虎頭顱骨上，其前額被刺穿，孔洞的大小與始劍齒虎的劍齒相同，可見牠們是與其他的劍齒虎競爭。這頭獵虎最終仍能生存下來，因為頭顱骨的傷口上有癒合的跡象。牠們可能獵食鳥類及細小的哺乳動物，像現今的貓科般伏擊獵物。一些標本仍未能清楚分類，例如曾被命名為N. catacopis的標本很接近貓科，而現時而被編入短劍劍齒虎中，並更名為Machairodus aphanistus。